# Réseau Vélite-Thermopyles
Pour les articles homonymes, voir Thermopyles (homonymie).
 (février 2013).
Si vous disposez d'ouvrages ou d'articles de référence ou si vous connaissez des sites web de qualité traitant du thème abordé ici, merci de compléter l'article en donnant les références utiles à sa vérifiabilité et en les liant à la section « Notes et références ».
Le réseau Vélite-Thermopyles est un réseau de renseignement agissant en France occupée, dépendant du Bureau central de renseignements et d'action de la France libre.
Le réseau est fondé en 1941 par trois enseignants de l’École normale supérieure de Paris, deux anciens élèves agrégés, Pierre Piganiol et Raymond Croland, et Albert Mercier, ancien élève de l'École normale supérieure de Saint-Cloud. C'est après la réquisition par les Allemands de l’École normale supérieure de Saint-Cloud qu'Albert Mercier fut accueilli, pour poursuivre ses recherches, au Laboratoire de l’École normale supérieure de la rue d’Ulm.

## Histoire
Raymond Croland, Pierre Piganiol et Albert Mercier ,, tous trois enseignants à l’École Normale Supérieure de la rue d’Ulm, fondèrent en 1940, après l'appel du 18 Juin, le réseau de renseignement Couleuvre, qui recruta d'abord dans le milieu universitaire parisien avant de s'étendre. Parallèlement, Stanislas Mangin et Roger Wybot, rencontrés pendant la guerre, avaient gagné la Grande-Bretagne et devaient se charger de faire le lien avec les combattants français de l'extérieur.
Wybot devint l'adjoint du colonel Passy et retourna en France en 1941 avec la mission de constituer des réseaux de renseignement. Couleuvre, déjà bien développé, fit sa jonction avec Londres et prit le nom Vélite. Albert Mercier était le responsable action de ce réseau.
Plusieurs Carmes d'Avon, notamment Jacques de Jésus et Philippe de la Trinité, ainsi que le maire d'Avon Rémi Dumoncel, étaient membres du réseau. Le père Philippe de la Trinité profitait de son statut de provincial des Carmes pour se déplacer régulièrement dans la moitié nord de la France et participer à des activités de résistance.
En 1944, le réseau se heurte à ses premières difficultés de grande ampleur. Croland est arrêté en février et meurt en déportation. Piganiol doit abandonner le commandement du réseau, qui prend le nom de Thermopyles. Albert Mercier lors de la libération, est Chef de Centre à Neuvic d'Ussel du corps franc Agathe. À la fin de la guerre, le réseau dénombrait plus de mille membres. Piganiol et Mercier participent activement à sa liquidation.

## Fonctionnement
Les agents « brûlés » (terme d'espionnage signifiant démasqués) étaient évacués de Paris, notamment vers la Haute-Corrèze.
Le réseau Vélite-Thermopyles patronna initialement le Corps franc Liberté. L'une des nombreuses filières de ce réseau aboutissait chez un membre du Service de Renseignements de l'armée suisse, Werner Baumann, domicilié à La Côte-aux-Fées, petit village suisse situé à moins d'un kilomètre de la frontière. En avril 1941, un agent français de Baumann, Paul Pilloud (« Christian ») domicilié au hameau des Prises recruta Ulysse Girod, dit Philippe, habitant aux Fourgs (France), puis son frère Georges, dit Philibert.
À partir de juin 1943, son épouse Lucienne, née Gauthier, (Fernande) fonctionne en qualité de boîte aux lettres dans le réseau Vélite-Thermopyles. Plus tard, deux autres boîtes aux lettres seront opérationnelles aux Fourgs, à deux pas de la frontière. Il s'agit de Fidèle Genre et de Albert Tissot (Auguste). Voisins, du même village, du même réseau (Vélite Thermopyles), ils ignoreront pendant toute la guerre qu'ils jouaient le même rôle dans la même organisation. À la mi-1943, ce n'est pas loin de dix boîtes aux lettres qui auront été mises en place à Pontarlier. Ulysse Girod allait les relever. (Il y en avait trois ou quatre dès 1940). Il avait également pour mission d'identifier des unités de l'armée allemande à Besançon et Pontarlier et effectuait chaque semaine un passage au camp militaire de Valdahon, toujours dans le même but.
Ulysse Girod a donc joué presque tous les rôles d'une organisation de renseignements, à savoir agent boîte aux lettres, agent itinérant et agent passeur. Chaque mois, dès le printemps 1942, et ceci pendant toute la guerre, il assuma la délicate mission de convoyer des rouleaux de billets en dollars, destinés à financer le réseau, qu'il avait reçu de Werner Baumann. L'activité de passage des documents au travers de la frontière franco-suisse, gardée militairement des deux côtés, avait lieu à raison d'un à deux journellement.
En fait, tout se passe bien jusqu'au 8 juin 1943. Ce jour-là, les services de police allemands opèrent de nombreuses arrestations dans le Réseau Vélite Thermopyles. Ulysse Girod, son épouse, ainsi que Jean Mehl, (Constant), réussirent à s'enfuir à la Côte-aux-Fées (Suisse) où ils se réfugient chez leur chef, Werner Baumann. Dans le secteur attenant à la frontière suisse sont arrêtés Georges Girod, dit Philibert, qui venait de se marier à Mauricette Pilloud des Prises, laquelle attendait un enfant de lui, qu'il ne verra jamais, puisqu'il ne reviendra pas de déportation. Marcel Piron et sa fille ainsi qu'Albert Besançon sont également pris. Ce coup de filet, qui fait penser à un coup de bâton dans une fourmilière, déclenche une panique compréhensible. Plusieurs agents quittent brusquement leur domicile pour se réfugier chez des parents, d'autres en Suisse. Mais, après quelques semaines de mise en sommeil, les lignes de renseignements se mirent à nouveau à fonctionner, avec, toutefois, une prudence accrue. Ainsi Paul Pilloud continue d'aller vider les boîtes aux lettres de Pontarlier. Les frères Aymonnier, Émile et Albert des Fourgs, prirent le relai des personnes ayant fui ou ayant été arrêtées, à peine dix jours plus tard. Émile Girod, le père de Georges, l'un des premiers arrêté le 8 juin 1943, continua sa mission. Ses tâches étaient l'hébergement et le dépôt de courrier boîte aux lettres. Rémy Dumoncel est arrêté par la Gestapo le 4 mai 1944 et déporté au camp de Neuengamme.
En fait, en termes de structure de réseau, tous ces agents n'apprendront qu'après la guerre à quel(s) réseau(x) ils ont appartenu, et ceci lors de la liquidation et de l'homologation des dits réseaux.
On peut essayer de situer chronologiquement, un tant soit peu, la genèse de deux réseaux, à savoir Vélite Thermopyles et le réseau belge Tempo. Ce dernier subit de lourdes pertes au printemps 1942 et, une partie au moins de ses lignes semblent avoir été rattachées au Réseau Vélite Thermopyles. Et c'est à partir de ce moment-là, Ulysse Girod en est totalement convaincu, que survinrent tous les malheurs (8 juin 1943). Car, dit-il « Ce réseau ne respectait pas des règles de sécurité minima, chaque agent passant allègrement d'une mission d'évacuation de pilotes alliés abattus à une mission de renseignement pur »[réf. nécessaire].
Il est vrai que les services allemands, dès la fin de 1941, et même plus tôt, se mirent à infiltrer des agents dans ces filières d'évasion, qui jouèrent le jeu de membres d'équipage de la RAF, et qui purent ainsi remonter toute une chaîne d'évasion. Lorsque ce patient travail était terminé, il ne restait plus à la Gestapo qu'à opérer de spectaculaires coups de filet, démantelant partiellement ou totalement ce qui avait été patiemment mis en place.
En fait, après la guerre, une dizaine d'agents du secteur Besançon–Pontarlier–frontière suisse furent reconnus en tant qu'agents, aussi bien du réseau Vélite-Thermopyles que du réseau Tempo. De même, après les arrestations de membres du réseau Tempo, le 8 juin 1943, c'est le Colonel Groussard (Gilbert), depuis Genève, qui soutiendra le réseau Vélite-Thermopyles sur les plans logistique et financier.